# Посольство України в Алжирі
Посольство України в Алжирській Народно Демократичній Республіці — дипломатична місія України в Алжирській Народній Демократичній Республіці, знаходиться в місті Алжир.

## Завдання посольства
Основне завдання Посольства України в Алжирі представляти інтереси України, сприяти розвиткові політичних, економічних, культурних, наукових та інших зв'язків, а також захищати права та інтереси громадян і юридичних осіб України, які перебувають на території Алжиру та Малі.
Посольство сприяє розвиткові міждержавних відносин між Україною і Алжирською Народною Демократичною Республікою, Україною і Малі на всіх рівнях, з метою забезпечення гармонійного розвитку взаємних відносин, а також співробітництва з питань, що становлять взаємний інтерес. Посольство виконує також консульські функції.

## Історія дипломатичних відносин
Після проголошення незалежності Україною 24 серпня 1991 року Алжир визнав Україну 27 грудня 1991 року. 20 серпня 1992 року між Україною та Алжиром було встановлено дипломатичні відносини. Посольство України в Алжирській Народній Демократичній Республіці розпочало роботу у листопаді 1999 року.

## Керівники дипломатичної місії
1. Дашкевич Михайло Павлович (1999—2004)
2. Бершеда Євген Романович (2004) т.п.
3. Боровик Сергій Миколайович (2004—2009)
4. Кірдода Валерій Миколайович (2009—2014)
5. Блажей Вадим Валерійович (2014—2016)
6. Білецький Андрій Віталійович (2016—2018)
7. Субх Максим Алійович (2018—2022)[2]
8. Компанієць Олександр Сергійович (2022—2025) т.п.
9. Воронін Олександр Степанович (з 2025)[3]